# Eleições gerais no Equador em 2023
As eleições gerais no Equador foram marcadas para agosto e outubro de 2023. O processo eleitoral foi iniciado após o presidente Guillermo Lasso invocar a Muerte cruzada, convocando eleições antecipadas para a presidência e a Assembleia Nacional. Lasso decidiu não concorrer à reeleição.
Os políticos eleitos, tanto para o Executivo quanto para o Legislativo, cumprirão o restante dos atuais mandatos presidencial e legislativos (2021-2025). Espera-se que uma eleição regular para um mandato completo de quatro anos ocorra no início de 2025. 
No segundo turno, realizado em 15 de outubro, o deputado Daniel Noboa foi eleito presidente.

## Contexto

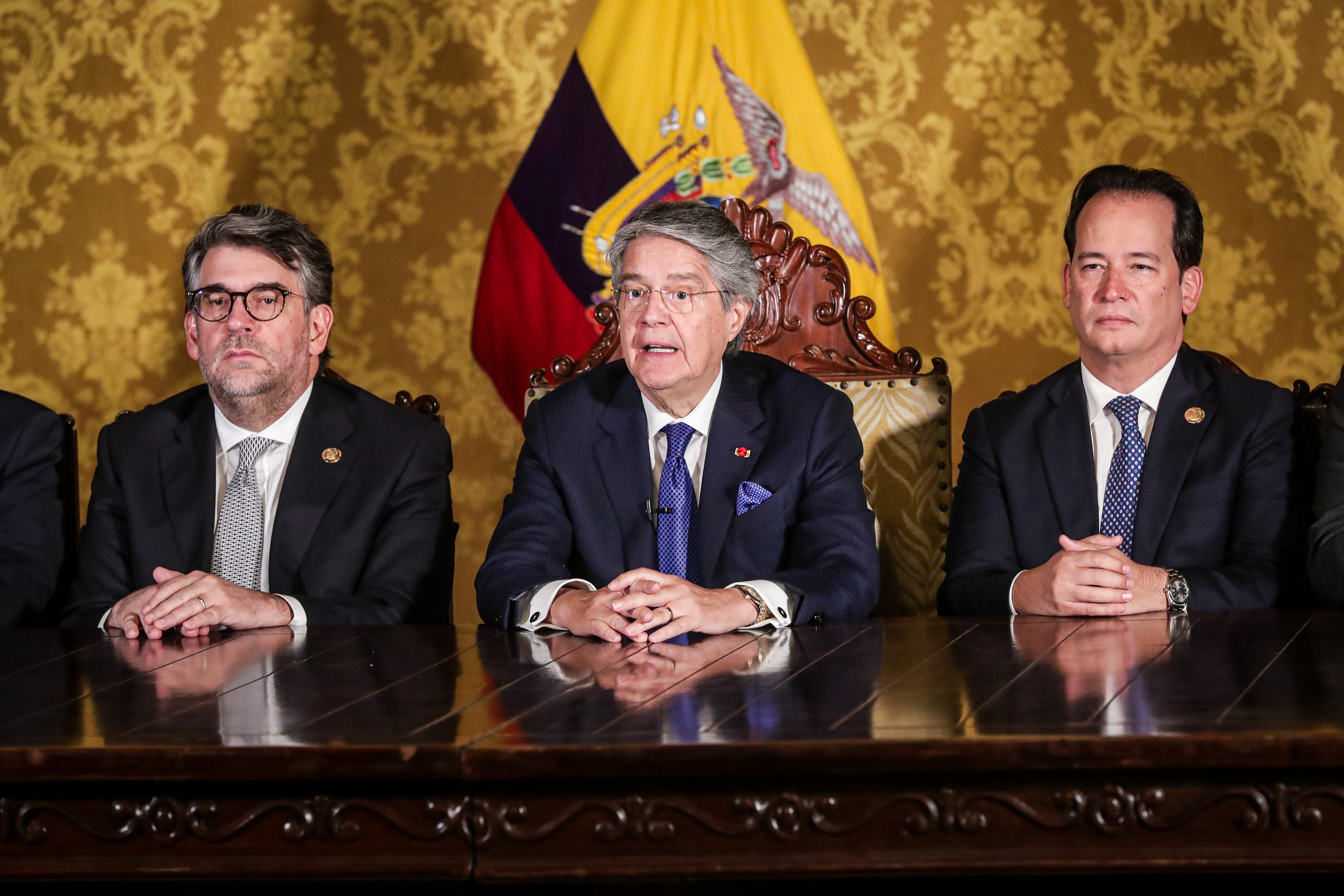
O presidente Guillermo Lasso anunciando a convocação de novas eleições, por meio da Muerte cruzada

No segundo turno da eleição de 2021, o empresário Guillermo Lasso foi eleito presidente ao derrotar Andrés Arauz, ex-ministro no governo de Rafael Correa. Na campanha, Lasso defendeu o livre mercado e menor intervenção do Estado na economia, enquanto Arauz priorizava uma intervenção estatal mais ampla. Apesar da vitória, a coligação de Lasso elegeu uma minoria na Assembleia Nacional, com 30 de 137 assentos. Em março de 2023, a Assembleia aprovou com 88 votos a continuidade do processo de impeachment contra Lasso, sob a acusação de ter sido leniente com desfalques pactuados por empresas estatais, no que ficou conhecido como Caso Encuentro. Lasso apresentou sua defesa pessoalmente em 16 de maio, declarando: "o que está em jogo não é a viabilidade de um governo, mas do Equador como Estado. Estamos arriscando a alma de nossa democracia, com suas regras de conduta e instituições."
Em 17 de maio, Lasso invocou o artigo 148 da Constituição, dissolvendo a Assembleia Nacional e convocando eleições legislativas e presidencial. Foi a primeira vez que o mecanismo, conhecido como Muerte cruzada, foi utilizado. Lasso anteriormente havia descartado que dissolveria o parlamento, de modo a preservar a estabilidade do país. No entanto, o presidente justificou a convocação de novas eleições pois "todos os esforços do legislativo estão voltados para desestabilizar o governo com um julgamento político infundado. Neste momento estão promovendo um suposto crime de peculato por omissão que não existe em nossa legislação, com o qual querem garantir que eu seja politicamente responsável por não ter agido contra um caso de corrupção."

## Processo eleitoral
O Conselho Nacional do Equador convocou as eleições extraordinárias para 20 de agosto de 2023. Os eleitos ocupariam o cargo até 24 de maio de 2025. A legislação eleitoral estabelece a eleição do presidente em dois turnos caso nenhum candidato atinja mais de 50% dos votos válidos, ou 40% e uma vantagem de 10% sobre o segundo colocado. O mandato dura quatro anos, e há a possibilidade de reeleição para outro mandato consecutivo. A campanha eleitoral iniciou em 13 de julho.
Os membros da Assembleia Nacional são escolhidos através de três métodos. Dos 137, 15 são eleitos pelo voto proporcional a nível nacional, 6 pelos eleitores no exterior (2 pelo Canadá e Estados Unidos, 2 pela América Latina e 2 pela Ásia, Europa e Oceania) e 116 por representação proporcional de lista fechada, em distritos que elegem vários parlamentares, com todos os assentos alocados usando o método Webster.
Em 22 de maio, o CNE aprovou a realização simultânea com as eleições gerais de uma consulta popular sobre a proibição da exploração de petróleo no Parque Nacional Yasuní. Foi a primeira consulta popular demandada pelos eleitores, representados pelo Coletivo Yasunidos. No Distrito Metropolitano de Quito, foi autorizada uma consulta popular sobre a proibição da mineração de metais.

## Candidatos à presidência
O Conselho Nacional do Equador aprovou as seguintes candidaturas:
| Candidato | Candidato | Candidato          | Último cargo                         | Vice           | Partido                       | Detalhes biográficos |
| --------- | --------- | ------------------ | ------------------------------------ | -------------- | ----------------------------- | --- |
|           |           | Bolívar Armijos    | Presidente da CONAGOPARE (2014-2019) | Linda Espinoza | Movimento AMIGO               | Advogado e líder rural de esquerda. Trabalhou com a exploração de madeira e venda de terras. Presidiu o Conselho Nacional de Governos Paroquiais Rurais no governo de Rafael Correa, do qual é próximo. |
|           |           | Luisa González     | Deputada (2021-2023)                 | Andrés Arauz   | Revolução Cidadã              | Candidata do correísmo. Possui como candidato a vice-presidente Andrés Arauz, que perdeu no segundo turno de 2021. Formada em Direito, González foi eleita deputada pela Província de Manabí em 2021. No governo Correa, foi ministra da Produção e do Turismo e ocupou ainda funções diplomáticas. Classificou seu movimento político como "progressismo baseado na justiça social."                                                       |
|           |           | Xavier Hervas      | Nenhum cargo público exercido        | Luz Conejo     | RETO                          | Empresário. Fundou seis empresas nos setores de exportação, alimentos, agricultura, indústria, transporte e comércio. Foi candidato à presidência em 2021 pela Esquerda Democrática e alcançou o quarto lugar, com 16,3% dos votos. Na campanha eleitoral, prometeu que seu governo focaria na segurança, obras emergenciais e saúde. |
|           |           | Daniel Noboa       | Deputado (2021-2023)                 | Verónica Abad  | ADN                           | Filho de Álvaro Noboa. Trabalhou como empresário. Foi eleito deputado em 2021, representando a Província de Santa Elena. No Legislativo, presidiu a Comissão de Desenvolvimento Econômico. Na campanha presidencial, se negou a classificar sua posição ideológica, afirmando acreditar "na responsabilidade social, na livre iniciativa, na existência de um sistema tributário progressivo para as pessoas mas competitivo nos negócios." |
|           |           | Yaku Pérez         | Prefeito de Azuay (2019-2020)        | Nory Morán     | Pachakutik Claro Que Se Pode  | Doutor em Direito. Líder indígena de esquerda, Pérez alcançou a terceira colocação na eleição presidencial de 2021, sendo superado por Lasso por pouco mais de trinta mil votos. Integrou a oposição ao governo Correa e foi detido enquanto participava de protestos, o que aumentou sua popularidade. Elegeu-se prefeito da Província de Azuay em 2019, com 29% dos votos.                                                                |
|           |           | Otto Sonnenholzner | Vice-presidente (2018-2020)          | Erika Sánchez  | Actuemos Esquerda Democrática | Economista. Trabalhou em meios de comunicação. Foi vice-presidente do Equador de 2018 a 2020. Chegou ao cargo ao ser nomeado pelo presidente Lenín Moreno. O pleito eleitoral de 2023 foi o primeiro em que participou como candidato. Descartou o foco em ideologias, afirmando que tratava-se de uma "candidatura cidadã voltada para a solução de problemas."                                                                            |
|           |           | Jan Topić          | Nenhum cargo público exercido        | Diana Silva    | Por um País Sem Medo          | Empresário. Sendo a primeira vez que disputou um cargo público, reforçou a imagem de "outsider" que não possui um rótulo ideológico. Sua campanha enfatizou temas da segurança pública, prometendo uma "mão firme" contra a insegurança. |
|           |           | Christian Zurita   | Nenhum cargo público exercido        | Andrea Náder   | M25                           | Jornalista designado para substituir Fernando Villavicencio, que fora assassinado onze dias antes do primeiro turno. Atuou no jornalismo investigativo, com foco em temas envolvendo corrupção, crime organizado e narcotráfico. Coautor do livro El Gran Hermano, pelo qual Rafael Correa foi levado a julgamento. |

O candidato a seguir foi assassinado durante a campanha eleitoral:
| Candidato | Candidato | Candidato              | Último cargo         | Vice         | Partido | Detalhes biográficos |
| --------- | --------- | ---------------------- | -------------------- | ------------ | ------- | --- |
|           |           | Fernando Villavicencio | Deputado (2021-2023) | Andrea Náder | M25     | Jornalista investigativo e sindicalista. Eleito para a Assembleia Nacional em 2021. Ficou conhecido por investigar casos de corrupção e violência, inclusive o narcotráfico. Exilou-se no Peru durante o governo Correa e foi alvo de processos judiciais. Declarava-se de esquerda e defendia a adoção de medidas anticorrupção. Foi assassinado em 9 de agosto de 2023, após participar de um evento de campanha. |

Houve especulações sobre as candidaturas das personalidades abaixo relacionadas, mas estas se negaram a disputar a presidência:
- Andrés Arauz, candidato a presidente em 2021;[34]
- Jorge Glas, ex-vice-presidente;[34]
- Leonidas Iza, presidente da CONAIE;[35]
- Guillermo Lasso, presidente desde 2021;[36]
- Eduardo Maruri, empresário e ex-deputado;[37] e
- Carlos Rabascall, candidato a vice-presidente em 2021.[38]

## Pesquisas de opinião
Nesta seção, apresenta-se a lista das pesquisas de opinião conduzidas com as candidaturas que foram oficialmente registradas, de acordo com a tabela a seguir:
| 11-12/08 | Comunicaliza        | 3.641 | 1,62 | 0,3 | 24,9 | 1,6 | 3,3 | 5,8  | 8,2  | 21,7 | 14,5 | 9,5  | 10,2 |
| 09/08    | Cedatos             | 1.803 | 3,1  | 0,6 | 24   | 2,8 | 2,5 | 8,1  | 5,1  | 12,2 | 12,5 | 14,7 | 17,5 |
| 06/08    | Click Report        | 3.040 | 6    | 6,8 | 29,3 | 6,8 | 6,8 | 14,4 | 9,2  | 9,6  | 7,5  | 20,1 |      |
| 05/08    | Telcodata           | 6.600 | 1,2  | 0,2 | 30,5 | 1,6 | 2   | 7,7  | 6,5  | 13,1 | 6,8  | 7,6  | 23,8 |
| 02/08    | IPSOS               | 2.490 | 1,96 | 1   | 29   | 5   | 4   | 10   | 16   | 9    | 12   | 11   | 5    |
| 02/08    | Telcodata           | 6.631 | 1,2  | 0,3 | 29,8 | 2,2 | 2,1 | 8,8  | 7,7  | 10,1 | 7,4  | 7,5  | 23,9 |
| 27/07    | Tracking            | 1.250 | 5    | 0,7 | 23,2 | 4,5 | 3,2 | 10,1 | 19,4 | 3,8  | 9,2  | 16,7 | 9,2  |
| 26/07    | Comunicaliza        | 3.539 | 1,7  | 0,5 | 28,6 | 4,4 | 4,2 | 8,1  | 12,6 | 4,4  | 9,2  | 13,6 | 14,5 |
| 20/07    | Estrategas Infinity | 1.549 | 2,5  | 0,3 | 30,9 | 5   | 3,1 | 10   | 11,9 | 5,2  | 7,8  | 14,9 | 11   |
| 18/07    | Cedatos             | 1.300 | 3,1  | 0,5 | 26,6 | 6   | 4,4 | 12,5 | 7,5  | 3,2  | 13,2 | 18,7 | 7,6  |
| 09/07    | Numma               | 1.604 | 2,7  | 1,6 | 33,8 | 6,9 | 6,4 | 15,1 | 17,5 | 8,5  | 10,2 | -    | -    |
| 03-09/07 | Tracking            | 1.250 | 5    | 0,6 | 24,2 | 5,4 | 4,6 | 11,5 | 15,2 | 4,5  | 8    | 10,3 | 15,3 |
| 05-06/07 | Comunicaliza        | 3.314 | 1,7  | 0,1 | 26,8 | 6,5 | 4,5 | 10,3 | 12,8 | 3    | 9,3  | 12,1 | 14,1 |
| 03/07    | Metria              | 1.200 | 2,8  | ›1  | 37,8 | 1,7 | 3,1 | 11   | 18,2 | 6,5  | 7,5  | 10,1 | 4    |
| 20-24/06 | Data Encuesta       | 4.200 | 3,4  | 0   | 28,1 | 7,3 | 5,2 | 16,6 | 9,6  | 14,8 | 9,3  | -    | 9,1  |
| 19-20/06 | Estrategas Infinity | 3.645 | 1,62 | 0,5 | 28   | 6,1 | 4,3 | 8,8  | 9,9  | 2,5  | 8,3  | 19,8 | 11,8 |
| 16-18/06 | Comunicaliza        | 3.656 | 1,62 | 0,4 | 25,9 | 6,2 | 2,6 | 10,3 | 11,2 | 2,6  | 8    | 13,2 | 18,4 |
| 05-09/06 | Data Encuesta       | 4.800 | 3,4  | 0   | 27,8 | 6,2 | 4,2 | 14,8 | 7,6  | 14,2 | 7,1  | -    | 17,9 |

## Resultados

### Presidência
No segundo turno, o deputado Daniel Noboa foi eleito presidente.
| Candidato a presidente/vice                                   | Candidato a presidente/vice | Candidato a presidente/vice | Partido                       | Partido       | 1º Turno   | 1º Turno | 2º Turno   | 2º Turno |
| Candidato a presidente/vice                                   | Candidato a presidente/vice | Candidato a presidente/vice | Partido                       | Partido       | Votos      | %        | Votos      | %        |
| ------------------------------------------------------------- | --------------------------- | --------------------------- | ----------------------------- | ------------- | ---------- | -------- | ---------- | -------- |
|                                                               | Luisa González              | Andrés Arauz                | Revolução Cidadã              | RC            | 3 315 663  | 33,62%   | 4 880 531  | 48,17%   |
|                                                               | Daniel Noboa Azin           | Verónica Abad               | Aliança Democrática Nacional  | ADN           | 2 315 296  | 23,42%   | 5 251 695  | 51,83%   |
|                                                               | Christian Zurita            | Andrea Náder                | Movimento Construye           | M25           | 1 629 030  | 16,44%   |            |          |
|                                                               | Jan Topić                   | Diana Silva                 | Por um País Sem Medo          | -             | 1 452 781  | 14,66%   |            |          |
|                                                               | Otto Sonnenholzner          | Erika Sánchez               | Actuemos/Esquerda Democrática | -             | 699 427    | 7,06%    |            |          |
|                                                               | Yaku Pérez                  | Nory Morán                  | Pachakutik/Claro Que Se Pode  | -             | 391 811    | 3,95%    |            |          |
|                                                               | Xavier Hervas               | Luz Conejo                  | Movimento RETO                | RETO          | 48 629     | 0,49%    |            |          |
|                                                               | Bolívar Armijos             | Linda Espinoza              | Movimento AMIGO               | AMIGO         | 35 804     | 0,36%    |            |          |
|                                                               |                             |                             |                               |               |            |          |            |          |
| Votos válidos                                                 | Votos válidos               | Votos válidos               | Votos válidos                 | Votos válidos | 9 911 115  | 91,22%   | 10 123 556 | 91,49%   |
| Votos brancos                                                 | Votos brancos               | Votos brancos               | Votos brancos                 | Votos brancos | 220 604    | 2,03%    | 85 454     | 0,76%    |
| Votos nulos                                                   | Votos nulos                 | Votos nulos                 | Votos nulos                   | Votos nulos   | 735 491    | 6,77%    | 857 667    | 7,75%    |
| Votos totais                                                  | Votos totais                | Votos totais                | Votos totais                  | Votos totais  | 10 867 210 | 100,00%  | 11 066 677 | 100,00%  |
|                                                               |                             |                             |                               |               |            |          |            |          |
| Participação                                                  | Participação                | Participação                | Participação                  | Participação  | 10 867 210 | 80,80%   | 11 066 677 | 82,45%   |
| Abstenção                                                     | Abstenção                   | Abstenção                   | Abstenção                     | Abstenção     | 2 582 786  | 19,20%   | 2 355 645  | 17,55%   |
| Eleitorado                                                    | Eleitorado                  | Eleitorado                  | Eleitorado                    | Eleitorado    | 13 449 996 | 100,00%  | 13 422 322 | 100,00%  |
|                                                               |                             |                             |                               |               |            |          |            |          |
| Fonteː 99,85% apurado no 2º turno Conselho Nacional Eleitoral |                             |                             |                               |               |            |          |            |          |

### Assembleia Nacional
| Opção                                             | Opção                        | Votação    | Votação |
| Opção                                             | Opção                        | Votos      | %       |
| ------------------------------------------------- | ---------------------------- | ---------- | ------- |
|                                                   | Revolução Cidadã             | 3 342 329  | 39,71%  |
|                                                   | Movimento Construye          | 1 722 921  | 20,47%  |
|                                                   | Aliança Democrática Nacional | 1 222 568  | 14,52%  |
|                                                   | Partido Social Cristão       | 1 000 321  | 11,88%  |
|                                                   | Actuemos                     | 379 855    | 4,51%   |
|                                                   | Partido Sociedade Patriótica | 264 774    | 3,15%   |
|                                                   | Claro Que Se Puedeǃ          | 241 458    | 2,87%   |
|                                                   | Movimento RETO               | 141 782    | 1,68%   |
|                                                   | Movimento AMIGO              | 101 110    | 1,20%   |
|                                                   |                              |            |         |
| Votos válidos                                     | Votos válidos                | 8 417 118  | 77,50%  |
| Votos brancos                                     | Votos brancos                | 1 035 202  | 9,53%   |
| Votos nulos                                       | Votos nulos                  | 1 410 245  | 12,98%  |
| Votos totais                                      | Votos totais                 | 10 862 565 | 100,00% |
|                                                   |                              |            |         |
| Participação                                      | Participação                 | 10 862 565 | 80,79%  |
| Abstenção                                         | Abstenção                    | 2 583 468  | 19,21%  |
| Eleitorado                                        | Eleitorado                   | 13 446 033 | 100,00% |
|                                                   |                              |            |         |
| Fonteː 99,76% apurado Conselho Nacional Eleitoral |                              |            |         |

### Plebiscito de Yasuní
| Opção                                             | Opção         | Votos      | Votos   |
| Opção                                             | Opção         | Votos      | %       |
| ------------------------------------------------- | ------------- | ---------- | ------- |
|                                                   | Sim           | 5 514 214  | 58,97%  |
|                                                   | Não           | 3 837 270  | 41,03%  |
|                                                   |               |            |         |
| Votos válidos                                     | Votos válidos | 9 351 984  | 86,97%  |
| Votos brancos                                     | Votos brancos | 831 344    | 7,73%   |
| Votos nulos                                       | Votos nulos   | 571 441    | 5,31%   |
| Votos totais                                      | Votos totais  | 10 754 769 | 100,00% |
|                                                   |               |            |         |
| Participação                                      | Participação  | 10 754 769 | 80,75%  |
| Abstenção                                         | Abstenção     | 2 563 664  | 19,25%  |
| Eleitorado                                        | Eleitorado    | 13 318 433 | 100,00% |
|                                                   |               |            |         |
| Fonteː 98,85% apurado Conselho Nacional Eleitoral |               |            |         |